# Вільгельм Мербеке
Вільгельм Мербеке (Guillaume de Moerbeke; 1215 Мербеке Герардсберген, Східна Фландрія — 1286, Коринф) — фландрійський чернець-домініканець, богослов, великий знавець грецької мови, перекладач, згодом — архієпископ Коринфа.
Приятель Томи Аквінського, на його прохання переклав низку праць Аристотеля, — це були перші переклади праць Аристотеля з оригіналу, а не з арабського перекладу. Переклав також математичні праці Герона Александрійського і Архімеда та «Першооснови теології» Прокла, твори Плутарха тощо.